# Lijst van steden met tramlijnen in Canada
Hieronder volgt een lijst van steden waar elektrische trams rijden of hebben gereden in Canada.
Deze lijst is niet compleet. In Canada waren er op het hoogtepunt in 1922 meer dan 50 trambedrijven en Interurbans.
De lijst toont trambedrijven die vóór 1960 bestonden. Met uitzondering van de Toronto Transit Commission, bestaan deze trambedrijven tegenwoordig niet meer. Voor een lijst van huidige trambedrijven, zie Lijst van steden met tramlijnen#Canada.

## A - M
- British Columbia Electric Railway (en:British Columbia Electric Railway)
- Cornwall Street Railway Light & Power Co.
- Fort William Electric Railway (zie ook Thunder Bay)
- Grand River Railway
- Hamilton Street Railway
- Kitchener-Waterloo Railways
- Lake Erie & Northern Railway
- London & Port Stanley Railway
- Montreal & Southern Counties Railway Co.
- Montreal Tramways Co. (Montreal Transportation Commission)

## N - Z
- New Brunswick Power Co.
- Niagara Falls, St. Catharines & Toronto Railway
- Nova Scotia Light & Power Co.
- Oshawa Railway
- Ottawa Transportation Commission
- Port Arthur Electric Railway (zie ook Thunder Bay)
- Quebec Railway Light & Power Co.
- Sudbury-Copper Cliff Suburban Railway
- Toronto Transit Commission

België ·
Canada ·
Duitsland ·
Frankrijk ·
Japan ·
Nederland ·
Oekraïne ·
Oostenrijk ·
Polen ·
Roemenië ·
Rusland ·
Verenigd Koninkrijk ·
Verenigde Staten ·
Zwitserland